# Odontolytes puyoensis
Odontolytes puyoensis är en skalbaggsart som beskrevs av Zdzisława Stebnicka 2002. Odontolytes puyoensis ingår i släktet Odontolytes och familjen Aphodiidae. Inga underarter finns listade i Catalogue of Life.